# Skogskapellet
För andra betydelser, se Skogskapellet (olika betydelser).

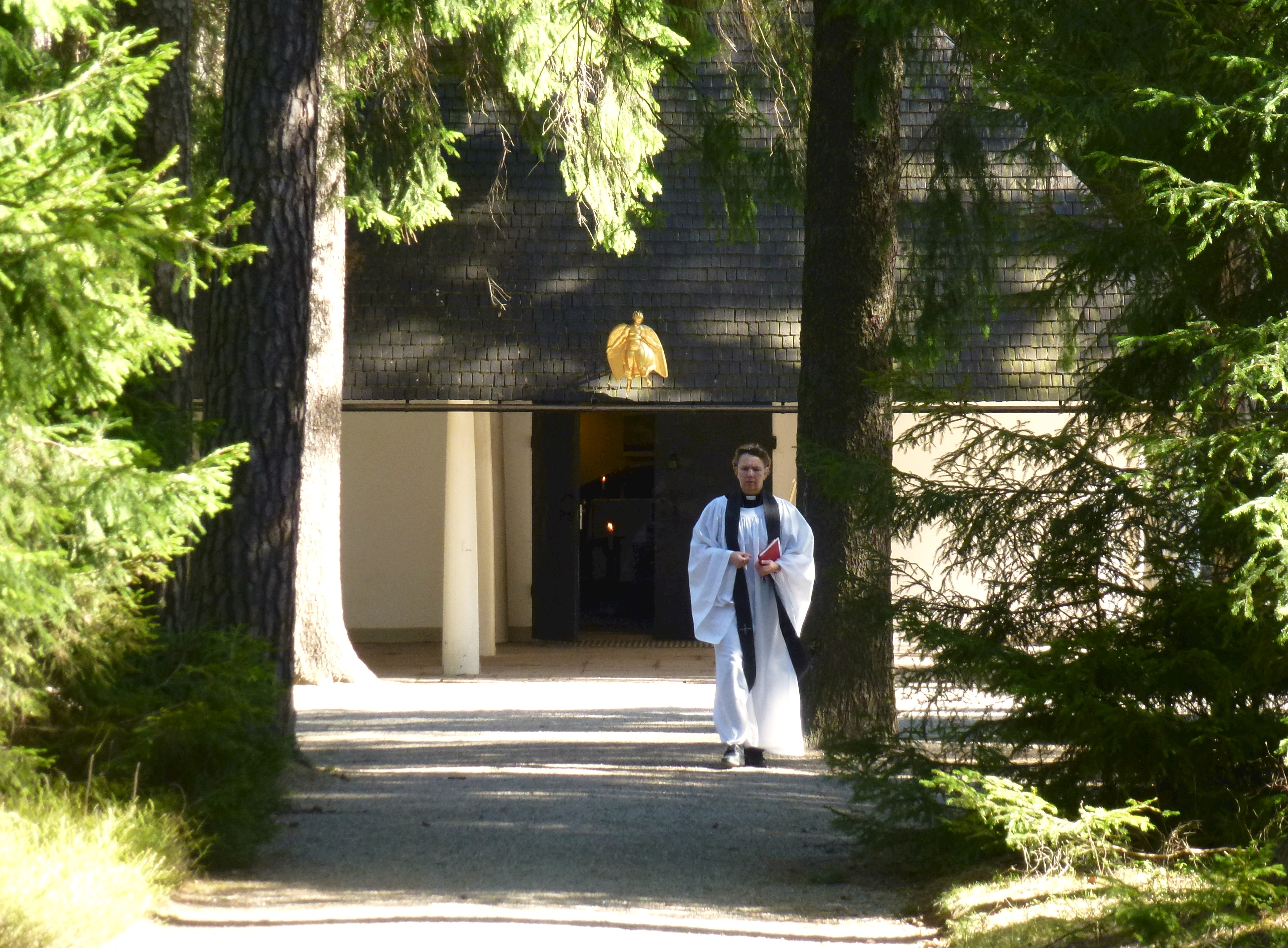
Skogskapellet i april 2015

Skogskapellet ritades av Gunnar Asplund och uppfördes 1919-1920 som det första kapellet på Skogskyrkogården i Stockholm. Skogskyrkogården invigdes 1920 och är idag ett av Sveriges världsarv.

## Bakgrund
Till en början ritade Asplund ett stenkapell men fick beskedet att det blir för dyrt och att han måste tänka om. Under tiden hann Asplund att åka på bröllopsresa till Danmark och besökte då det lilla 1700-talsslottet Liselund Slott på ön Møn i Danmark som Skogskapellet och dess omgivning bär tydliga drag av - ett enkelt träkapell placerat mitt i skogen.

## Utformning och utsmyckning

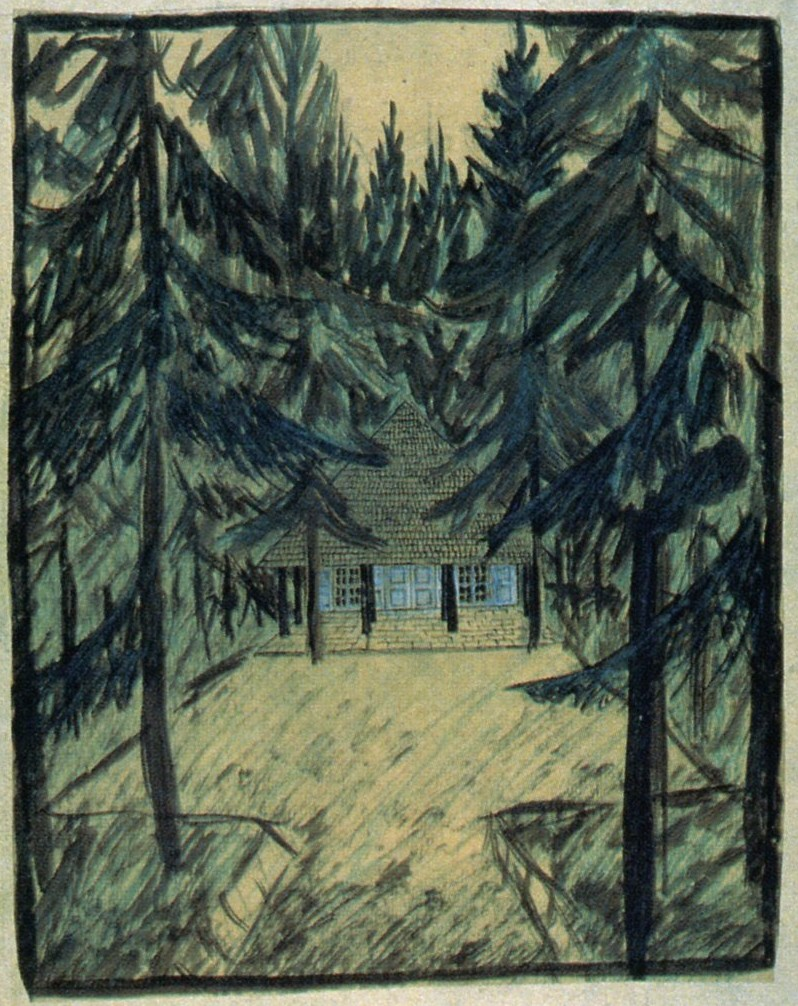
Asplunds skiss från 1918.

Förhallen bärs upp av tolv kolonner (lika många som apostlarna). Kapellet är placerat mitt i skogen, ganska mörkt. Taket är ett svart tjärat, valmat spåntak, vilket kontrasterar mot de vita kolonnerna och de vita väggarna. 
Ingången till kapellet går genom en järnbeslagen port och en sirlig gallergrind vid förhallen, ett stegs väntan innan man når katafalken. Skogskapellet är genomtänkt in i minsta detalj och innehåller många detaljer och symboler. Som exempel är nyckelhålet i dörren ögat på en dödskalle som öppnar upp för döden. Också smidesgrinden innehåller många kristna symboler.
Kapellets enda utvändiga utsmyckning är Carl Milles lilla Dödsängeln som finns på taket över entrén. Originalet är tillverkat i delvis förgylld kopparplåt, men efter flera stöldförsök har skulpturen ersatts med en avgjutning i kompositmaterial.
Inne i kapellet finns en ljus kupol med runt glasfönster i åtta delar, genom vilken indirekt ljus strömmar in. Det kupolformade taket bärs upp av åtta kolonner i dorisk ordning och det inre formspråket är helt skilt från det yttre. Fasta bänkar saknas och har ersatts av lätta stolar i gustaviansk stil, ritade av Asplund. Det finns också ett altare. Den ursprungliga altarmålningen, utförd av Gunnar Torhamn, är stulen och har ersatts av en landskapsmålning målad av Peter Frie.  
Kapellet har måtten 9 x 11 meter och är avsett för maximalt 35 personer, vilket en bit in på 1920-talet visade sig inte räcka till varför man lät bygga Uppståndelsekapellet som stod färdigt 1925. Skogskapellet bär tydliga drag av det lilla 1700-talsslottet Liselund i Danmark som Asplund beundrade. Här har Asplund i en klassisk, tidlös arkitektur förenat profan och sakral byggnadskonst.
Gunnar Asplund skrev i tidskriften Arkitektur:
| ” | Underordnat är den redan nu - under skogen. Behovet medgav inte en byggnadskropp tillräckligt stor för ett monumentalt framträdande ur naturen. Därför pressades - undvikande mellanting - till att helt blygsamt underordnar sig den, smyga sig in i den. Så resar sig furor och granar över taken till byggnadens dubbla höjd. Utifrån ser man mellan stammarna endast de gråvita väggytorna och mot takets svarta spån Carl Milles’ vackra koppardrivna, guldglimmande dödsängel. Från skogsvägen kommer man rakt in i den av 12 kolonner burna förhallen där jordfästningsföljet samlas och väntar. De järnbeslagna portar slås upp och man skymtar genom den inre gallerporten kapellets ljusa rymd. | „ |

Några meter från kapellet ligger bårhuset, avsedd för dem som skall begravas samma dag. Den utformade Asplund som ett med jord täckt valv som för tanken till en jordkällare, men här symboliserar byggnaden en gravkulle. Gravkullens organiska jordform kontrasterar mot Skogskapellets distinkta pyramidform.

## Bilder

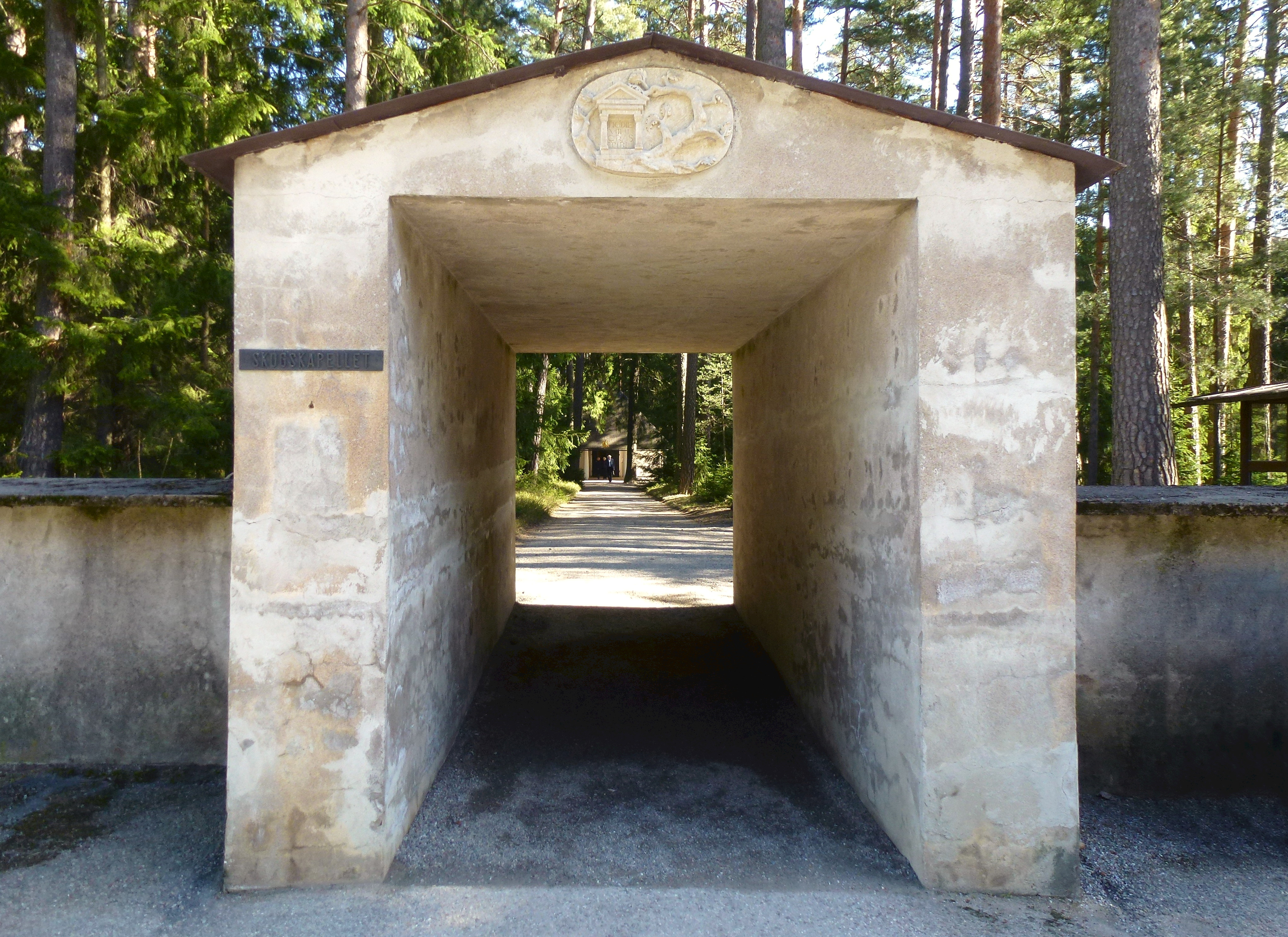
Stiglucka till Skogskapellet
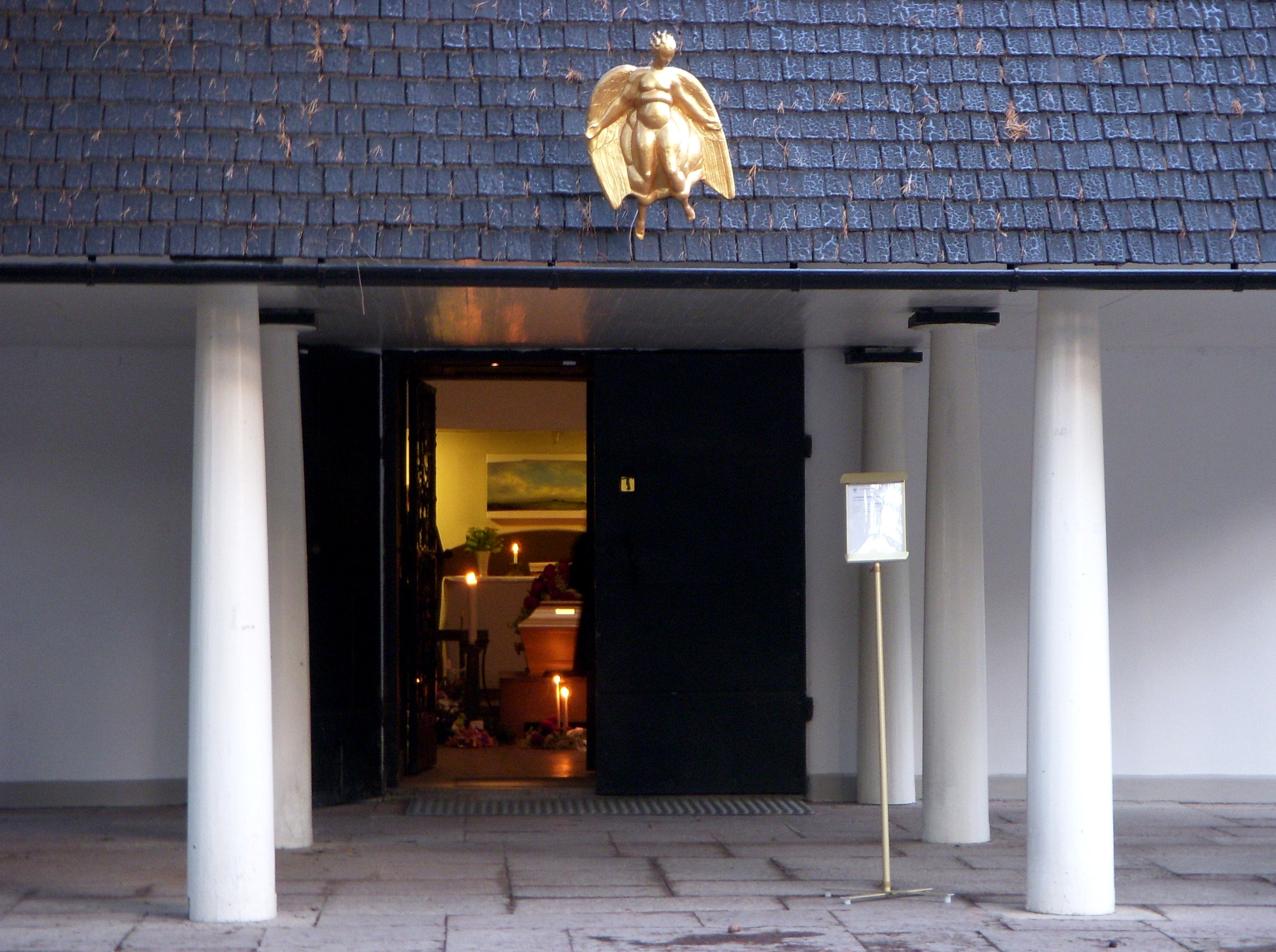
Skogskapellet, en andakt börjar.
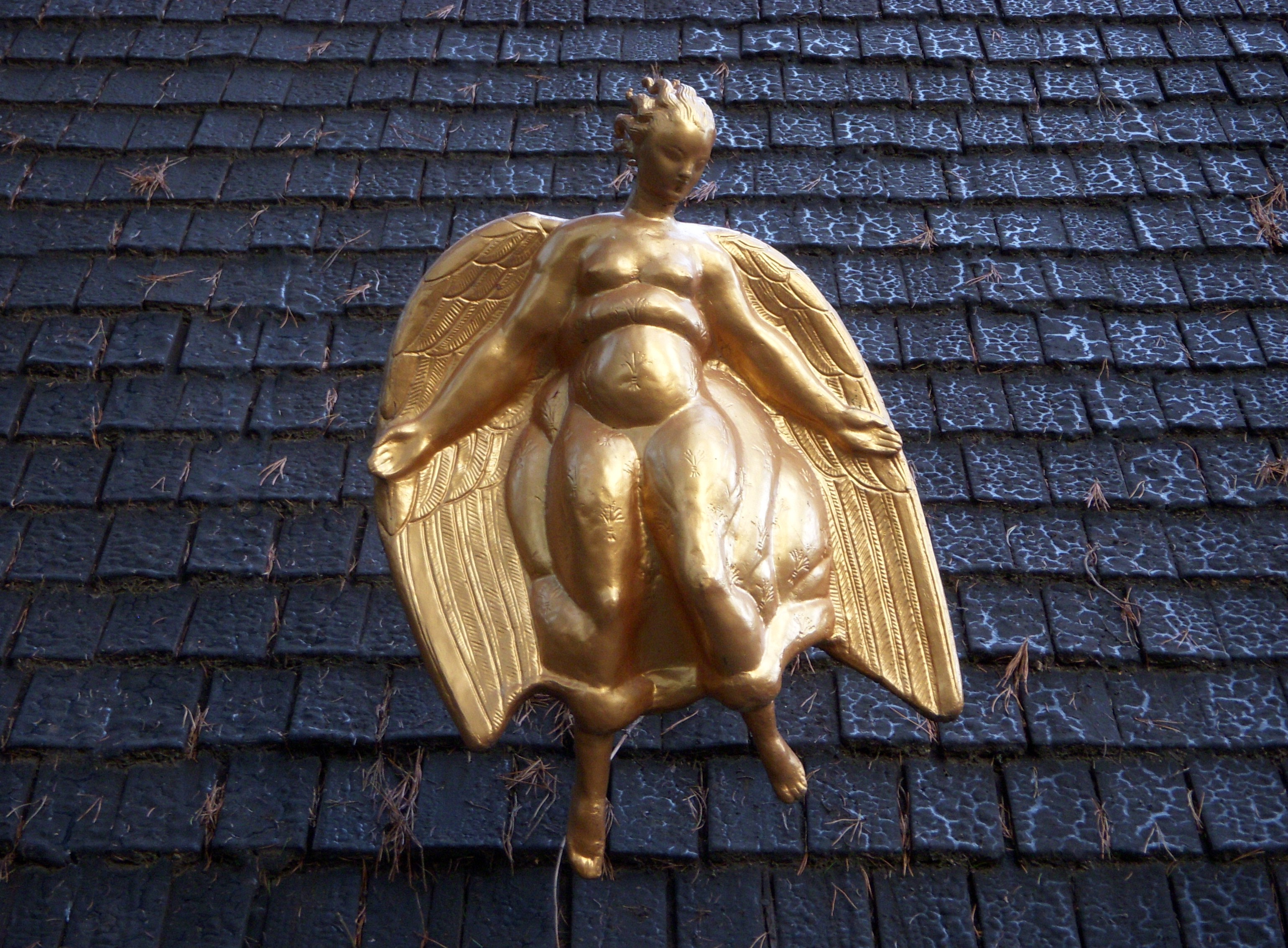
Carl Milles "Dödsängeln"
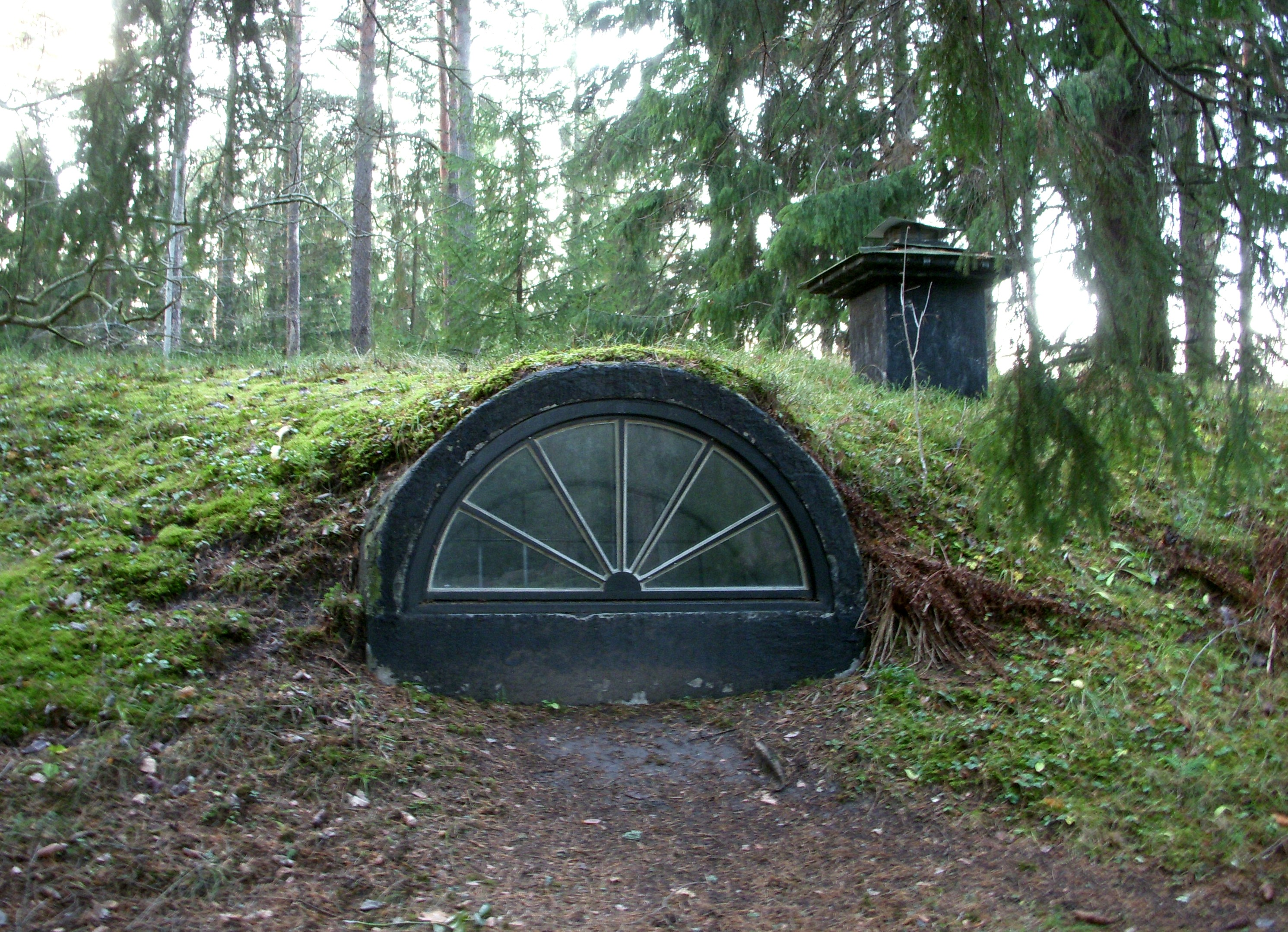
Bårhusets fönster.

### Webbkällor
- Världsarvet skogskyrkogården, Skogkapellet.
- Stockholms stadsmuseums inventering